# Traitorous Eight
De traitorous eight waren acht mensen die Shockley Semiconductor Laboratory in 1957 verlieten om zelf Fairchild Semiconductor op te richten. De term "traitorous eight" werd gebruikt door William Shockley, directeur van Shockley Labs. Maar anderen verwezen naar de "Fairchild Eight" of de "Fairchildren".
De 8 waren:  
- Julius Blank
- Victor Grinich
- Jean Hoerni
- Eugene Kleiner
- Jay Last
- Gordon Moore
- Robert Noyce
- Sheldon Roberts